# Misiryeong
Misiryeong (koreanska: 미시령) är en ås i Sydkorea.   Den ligger i provinsen Gangwon, i den norra delen av landet, 150 km nordost om huvudstaden Seoul.